# Åbo ekonomiska region
Åbo ekonomiska region (finska: Turun seutukunta) är en av ekonomiska regionerna i landskapet Egentliga Finland i Finland. 
Folkmängden i Åbo ekonomiska region uppgick den 1 januari 2013 till 314 023 invånare, regionens  totala areal utgjordes av 3 032 kvadratkilometer och landytan utgjordes av 2 466  kvadratkilometer.  I Finlands NUTS-indelning representerar regionen nivån LAU 1 (f.d. NUTS 4), och dess nationella kod är 023.

## Förteckning över kommuner
Åbo ekonomiska region består av följande elva kommuner: 
| - Lundo kommun - Masko kommun - Nådendal stad - Nousis kommun - Pemar stad - Reso stad |  | - Rusko kommun - Sagu kommun - S:t Karins stad - Virmo kommun - Åbo stad |